# 威利·基勒
威廉·亨利·基勒（英語：William Henry Keeler，1872年3月3日—1923年1月1日）是美國職棒大聯盟的退役選手，守備位置為右外野，職棒生涯效力於紐約巨人、布魯克林新郎、巴爾的摩金鶯、布魯克林超霸、紐約高地人等隊。
他最出名的是選球能力，他平均每63.1個打數才會被三振一次，為大聯盟紀錄。在打出超過1,000安的打者中，他的累積打擊率3成85是1898年後史上最高。他的生涯打擊率3成41，在大聯盟排行第14。在他生涯19個球季當中，他有16個球季的單季打擊率超過3成。1898年，他締造了單季206支一壘安打的紀錄，這項紀錄直到百餘年後的2004年，才由鈴木一朗打破。基勒的上壘率更是連續7個球季都超過了4成。
他的身材也很矮小，身高僅164公分，體重64公斤。他在1939年入選名人堂。1999年The Sporting News將基勒評選為歷史上百大傑出棒球員第75名。

## 生平

### 早年
基勒於3月3日生於紐約布魯克林，他從很年輕的時候就開始打棒球，並在高中棒球隊擔任隊長。之後他選擇退學，在紐約市區一些半職業球隊裡打球。
1892年，他加入了賓漢頓裡的小聯盟隊伍。之後被紐約巨人升上大聯盟，他一開始擔任三壘手，不過後來移至右外野防守，並再也沒更改過守備位置。

### 大聯盟生涯
1897年，基勒開季連44場擊出安打，打破了Bill Dahlen的紀錄(42場)，以及跨季連45場擊出安打，這項紀錄直到1941年才由喬·迪馬喬的56場連續場次安打給打破。1978年，彼得·羅斯追平了基勒的44場連續安打紀錄，此後再也無人追平或超越此紀錄。基勒連8季單季200安，也在2009年才由鈴木一朗打破。
1901年，國家聯盟主席Ban Johnson創立美國聯盟，1903年，基勒與高地人隊(今洋基)簽約，1905年，基勒的單季42支犧牲打創下洋基隊史紀錄，1910年，他回歸老東家巨人，並在球季結束後退休。

### 逝世
基勒在45歲時罹患肺結核及心內膜炎。1922年，他的狀況愈來愈差，許多人認為他無法活到1923年。1922年12月31日，他聽到汽笛聲和鈴聲知道新年來了，接著他說他要安靜的睡一覺，一段時間後便與世長辭，享年僅50歲。他被葬在紐約市皇后區的Calvary公墓。

## 技術特點
基勒擅長短打，他短打的能力使他免於被三振，這也迫使大聯盟改變規則：如果兩好球後短打出界視為三振以及兩好球前的界外球視為好球。1899年，基勒570個打數僅被三振2次，平均235個打數僅吞下一次三振締造了大聯盟紀錄。

## 參看
- 美國職棒大聯盟打擊王
- 美國職棒大聯盟得分王

## 外部連結
- 球員資訊和成績在MLB，ESPN，Baseball-Reference，Fangraphs，The Baseball Cube（英文）
- 威利·基勒在台灣棒球維基館上的頁面（繁體中文）